# Perugramptella tiputiniensis
Perugramptella tiputiniensis är en insektsart som beskrevs av Dietrich och Rakitov 2002. Perugramptella tiputiniensis ingår i släktet Perugramptella och familjen dvärgstritar. Inga underarter finns listade i Catalogue of Life.